# Timuhha Hvedĕrĕ
Timuhha Hvedĕrĕ (czuw. Тимухха Хĕветĕрĕ; ur. 1 grudnia 1887, zm. 25 stycznia 1941) - znawca języka czuwaskiego, współautor obecnego alfabetu czuwaskiego, autor wielu publikacji dotyczących kultury i języka Czuwaszów, m.in. Gramatyka Czuwaska:Fonetyka i Morfologia (1924) oraz Pisany czuwaski (1926).